# 犹太教
犹太教（羅馬化：Yahadut），是公元前在西亞地區的遊牧民族希伯來人中产生的，是猶太人的信仰、價值觀和生活方式，猶太教中的上帝被称为雅威。犹太教是一神論的宗教，其主要經典是包括妥拉（摩西五經）在內的塔納赫（即希伯來聖經，基督教稱為舊約聖經），以及包括口傳律法（密西拿）、口傳律法註釋（革馬拉）以及聖經註釋（米德拉什）在內的塔木德，對信奉犹太教的犹太人而言，犹太教是上帝和以色列人立約的關係。
犹太人是一種宗教及种族结合的群體，包括生來就是猶太人，或是皈依猶太教的人。在2012年時，猶太人人口估計共1400萬，約佔世界總人口的0.2%。其中42%住在以色列，其餘42%住在美國和加拿大，剩下的大部份住在歐洲，其餘的住在南美、亞洲、非洲及澳洲。

## 概述
犹太教崇拜独一的真神（一神信仰），是希伯来人内部的民族宗教。这种教义称“一神观”。猶太教認為《塔木德》是僅次於《希伯來聖經》的經籍。當亞歷山大大帝征服希伯來人的猶太原居地後，希伯來人也易名為犹太人並散落到古希腊各處，公元前3世纪，希臘化的埃及托勒密王朝君主托勒密二世，召集70多位懂希腊语的犹太人，集中整理犹太教文献并译成希腊语，即目前基督教使用的希腊语圣经中的舊約全书部份，所谓七十士譯本。後來多次犹太起義被罗马帝国彻底摧毁，犹太教位于耶路撒冷的聖殿被拆毁，只留下一段残破的西墙（俗称哭墙），犹太人散落到欧亚各地。
歷史上，犹太人在世界各地面對多次毀滅性的災難和迫害。犹太人由于两千多年一直分散在世界各地，语言、文字已经分化，只是靠着统一的宗教及文化维系其单一的民族性。
基督宗教方面，由於新約聖经记载猶太人逼害基督徒，且殺害耶稣基督，儘管早年的基督徒也是猶太人，只是后来使徒保罗（聖保祿）等把基督教传至罗马帝国，信仰基督教的人远多于猶太人。
天主教会及東正教会在逾千年历史一直迫害猶太人，教宗若望保禄二世在1992年，承認天主教会对抗及歧视猶太人，造成了他們逾承受苦難的歷史。
部分猶太人嚮往自己民族的辉煌历史。19世纪，犹太复国主义（锡安主义）思潮兴起，各地犹太人以买地、驱赶、掠夺等手段陆续回到巴勒斯坦，建立以色列这个世界上唯一猶太国家。
由於在遵守方式和程度的差異，現今的猶太教主要有三大派系，分別是正统派、保守派及改革派。在三大派系之外，卡拉派也是犹太教的组成部分，目前卡拉派在以色列约有40000名信徒。可萨人普遍认为选择了拉比犹太教而不是卡拉派
一些宗教学者将犹太教、基督教和伊斯兰教通称为亞伯拉罕諸教，因为三者均奉塔納赫中的亞伯拉罕為他們的先知。

## 基本教义
从严格意义上来说，犹太教与基督教和伊斯兰教不同，因为各地不同的礼拜仪式，所有没有固定的、具有普遍约束力的信仰条款，犹太历史上的学者们对犹太教的核心教义提出了许多表述，但都遭到了批评。最被广泛认同的表述是迈蒙尼德在12世纪制定的十三条信仰原则。
迈蒙尼德13条信仰原则总结：
1. 我怀着完全的信念相信造物主，颂赞归于祂的名，是一切被造物的创造者和引导者； 祂独自创造了过去、现在和将来的一切事务。
2. 我怀着完全的信心相信造物主（赞美祂的名）是独一的，并且没有任何方式可以像祂那样统一，并且只有祂才是我们的上帝，过去是，现在是，将来也是。
3. 我怀着完全的信念相信造物主，赞美祂的名，没有身体，并且祂不受物质的所有属性的影响，并且没有任何（物理）与他相比。
4. 我完全相信造物主（颂赞归于祂的名）是第一位的，也是最后一位。
5. 我怀着完全的信心相信，向造物主（赞美祂的名），并且只向祂祈祷是正确的，向祂以外的任何存在祈祷是不正确的。
6. 我完全相信先知的所有话语都是真实的。
7. 我完全相信我们的老师摩西的预言（愿他平安）是真实的，并且他是先知中的领袖，无论是在他之前还是在他之后。
8. 我完全相信，我们现在拥有的整本托拉与给予我们老师摩西的一样，愿他安息。
9. 我怀着完全的信心相信这部托拉不会被篡改，并且永远不会有来自造物主的任何其他托拉，赞美祂的名。
10. 我完全相信，造物主（赞美归于祂的名）知道人类的所有行为和所有思想，正如经上所写：“祂塑造了所有人的心，祂了解他们的所有行为”（诗篇33：15 ）。
11. 我完全相信，造物主（赞美归于他的名）会奖励那些遵守祂的诫命的人，并惩罚那些违反诫命的人。
12. 我完全相信弥赛亚的到来； 尽管他可能会有所耽搁，但我每天都等待他的到来。
13. 我怀着完全的信心相信，当造物主喜悦时，死者将会复活，赞美祂的名，祂的名字将永远被高举。

在迈蒙尼德时代，他的信条清单受到了哈斯代·克雷斯卡斯和约瑟夫·阿尔博的批评。阿尔博和拉瓦德认为，迈蒙尼德的原则包含太多内容，尽管这些内容是正确的，但并不是信仰的基础
在现代，犹太教缺乏一个可以规定确切宗教教条的中央集权机构。正因为如此，基本信仰的许多不同变体都被认为属于犹太教的范围即便如此，所有犹太宗教运动都或多或少地基于希伯来圣经或塔木德和米德拉什等各种注释的原则。犹太教还普遍承认上帝与族长亚伯拉罕之间的圣经盟约，以及向被认为是犹太教最伟大先知的摩西启示的盟约的其他方面。在拉比犹太教的核心文本《密西拿》中，接受该圣约的神圣起源被认为是犹太教的一个重要方面，而那些拒绝该圣约的人将丧失他们在未来世界的份额。

## 古代教派
- 法利赛為「分別出來、分離」的意思。聲稱以斯拉是第一個法利賽人。宗教上，是猶太教的保守派，前身即馬加比家族時代的哈西典人。今日猶太教均源於此派。
- 撒都该是一個深受希臘羅馬文化影響的猶太教派，乃是為新主義的黨派。在宗教上，他們趨向懷疑派，只接受律法書為正典，否認先知或古人的遺傳有什麼權威，對摩西律法，有保有自由解釋的權柄。
- 艾賽尼派是一種修道性質的隱士會社，偏向神秘主義，也為彌賽亞觀念推進教義，在新約中未提及。此首見於馬加比朝約拿坦年間，可能於亞蘭文「聖潔」而來。

## 影响
根據公元2012年的統計，猶太教的信仰人口約有一千四百萬，佔全球總人口數的0.2%，主要分布在北美洲（44%）與中東－北非地區（41%），其餘分布在歐洲（10%）、拉丁美洲與加勒比地區（3%）、亞洲與太平洋地區（1-2%）、撒哈拉以南非洲（少於1%）。同為特定民族信仰的神道教約有三百到四百萬的信仰人口，锡克教則有二千三百萬。相較於其他主要宗教，犹太教的信仰人口不算多，但是犹太教在宗教界有很大的影响，因為犹太教是另外两个世界性宗教——伊斯兰教和基督教的源頭，每一部介绍宗教的书籍都少不了要提到犹太教，主要是因为其影响巨大。
犹太人国家在公元79年被罗马帝国摧毁后，一部分犹太人流落到阿拉伯半岛，和阿拉伯人混居，他们的宗教与阿拉伯人宗教类似，两族都有一位共同祖先亞伯拉罕(阿拉伯人稱其為易卜拉欣)，是犹太教的教义都认同的。在古兰经中，也有很多和犹太教內容近似的地方。最大相異點為：猶太人的祖先是亞伯拉罕的幼子以撒（新約馬太福音1:2亞伯拉罕生以撒），而阿拉伯人的祖先是長子以實瑪利（舊約創世記16:15後來夏甲給亞伯拉罕生了一個兒子；亞伯蘭給他起名叫以實瑪利。18:20至於以實瑪利，我也應允你：我必賜福給他，使他昌盛，極其繁多。他必生十二個族長；我也要使他成為大國。上帝當初這麼做是有原因的，因為祂已在創17:6應許亞伯拉罕“我必使你的後裔極其繁多；國度從你而立，君王從你而出。”創世記22:17也說了“我必叫你的子孫多起來，如同天上的星，海邊的沙。”

## 其他

香港半山區莉亞會堂

- 传教：在犹太传统中，将人有义务遵守的律法分为两个部分，犹太人需要遵守托拉规定全部的613条律法，而非犹太人仅仅需要遵守七条律法（也被称为挪亚七律）就可在将来的世界中有一席之地。因受到几千年来的迫害与驱逐，犹太教主要的传教的对象是已经不遵守犹太教规的犹太人，而并不是非犹太人，并且并不鼓励非犹太人转换成为犹太人。这些人可能是因为居住在没有其他犹太人的地方而入乡随俗，或与外教的人结婚，或因跨宗教通婚而其中一方皈依猶太教（例如一名猶太教男性和一名天主教女性結婚後，原為天主教徒的女性選擇皈依犹太教，跟隨丈夫的信仰）。传教者鼓励他们重新遵守犹太习性。
- 會堂：會堂聚會在猶太人宗教生活中相當重要。猶太人在沒有第一聖殿的時候，就建立會堂。會堂的功用有：信徒聚會崇拜的地方、聖經學校、用于讀經和講解律法、禱告的地方、福利機構、平民學校、祭司和教師在此教導。[9]基督教的教堂或教會就是源自猶太會堂。
- 聖殿：歷史上在猶太人的國家生活和宗教生活佔了最重要的地位，聖城耶路撒冷是以色列的首都，聖殿山是國家的最高中心，现以西牆为代表。[10]
- 猶太曆：節日共有七個：逾越節/無酵節、七七節、新年、贖罪日、住棚節、光明節、普珥節。前五個為摩西律法規定，後兩個源自被擄回國以後。[11]
- 猶太公會：羅馬人允許猶太人掌理許多他們自己的宗教和本國的事務，因此存在很多的地方法庭。猶太最高的法庭就是大猶太議庭，甚至擁有警察權，大祭司率領超過七十位由法利賽人、撒都該人組成的法庭成員。這個議庭除了安息日和聖日之外，是每天開會的，新約的記載是以「公會」、「祭司長和民間的長老」、「眾祭司長和長老並文士」、「大祭司及官長」，或「眾首領」來稱呼，就是這個猶太的議會決定將耶穌處以死刑。
- 散居的猶太人 古代历史上散居犹太人分為希伯來派、希臘派的猶太人。希伯來派：就是保存猶太教的宗教信仰，且使用希伯來或亞蘭語言。希臘派：吸收希臘及羅馬文化，除信仰上帝外，已完全不是猶太人，他們說希臘話，或居留地語言，隨鄰居習俗，分辨不出是猶太人。[12]
- 教育：猶太人孩童所接受最初的宗教教育就是從父母學習希伯來歷史及宗教，舊約摩西的律法和箴言都要求父母要負起這個責任。猶太男孩大約六歲時就進入地方性的猶太會堂，以舊約為教科書來學習閱讀和寫作，由拉比來擔任教職，也被教導包括聖經外的猶太傳統和複雜的宗教儀式等。[13]

## 和其他宗教的關係

### 和基督教的關係
犹太教与基督教最著名的差異就是對於塔纳赫預言彌賽亞的看法。犹太教仍在期待彌賽亞的到來，而基督教認為耶穌就是舊約預言的彌賽亞。
犹太教与基督教的經典也有所不同，犹太教的塔納赫和基督教的舊約聖經內容大致相同(有些内容因翻译者神学观点的不同，还有待争议），但編排順序不同。犹太教的經典除了塔納赫外，還有記載猶太教律法、條例和傳統的塔木德，而基督教聖經除了舊約聖經外，還有記錄耶穌及他的門徒言行的新約聖經。

### 和伊斯蘭教的關係
猶太教和伊斯蘭教有特殊和密切的關係，兩個宗教均自認是源自亞伯拉罕的宗教，因此也都屬於亞伯拉罕諸教。兩個宗教都是一神論的宗教，伊斯蘭教稱猶太人為有經者，這是猶太人描述自身和妥拉和其他猶太教經典之間關係的詞語。而許多猶太人也認為 伊斯蘭教遵守挪亞七律，因此也是屬上帝的義人。當7世紀伊斯蘭教興起，並且在阿拉伯半島擴展時，猶太人和伊斯蘭開始互動，伊斯蘭教的一些核心價值、結構及理論是源自猶太教。伊斯蘭文化和哲學也大幅影響在伊斯蘭世界的猶太人。
在很多方面上伊斯蘭教比基督教更接近猶太教，例如反對把先知神化，徹底地禁絕偶像崇拜，沒有對於供奉天使或聖人的儀式（認為基督教三位一體教義和認為耶穌是上帝違反一神教信條），並且禁食豬肉和行割禮（也有相似宰牲程序），一夫多妻制，兩者都有官方顏色（猶太教中為藍色，伊斯蘭教中為綠色）。兩種信仰都奉信天使是上帝的僕人，並有著類似的魔鬼觀念:猶太教提到撒旦，穆斯林提到阿爾·沙坦都為上帝的反對者。在猶太教和伊斯蘭教中，許多天使也有類似的名字和角色。兩種宗教都不贊成原罪的概念，並且兩種宗教傳統上都將同性戀性行为視為犯罪。

## 中文稱呼
古代猶太教被稱為「一赐乐业教」，是Israel（以色列）的音译，相傳是由金世宗完顏褎封賜。而當年周围的中国百姓出于对其宗教了解甚少而称其为「挑筋教」，源自宰杀牛羊时，有剔除脚筋这一生活习惯（相传犹太人祖先雅各与天使角力时，大腿扭伤，故以此习俗紀念祖宗）。
2003年時，台灣促進和平基金會認為「猶太人」中的「猶」字带贬义，提出以“尤”字取代之，以示尊重。駐臺北以色列經濟文化辦事處對此舉表示感謝，同時也表示並不反對現通行的犹太人譯名。